# Baki (ort)
Baki är en ort i Indonesien.   Den ligger i provinsen Jawa Tengah, i den västra delen av landet, 500 km öster om huvudstaden Jakarta. Baki ligger 104 meter över havet och antalet invånare är 58 909.
Terrängen runt Baki är platt.Runt Baki är det mycket tätbefolkat, med 1 135 invånare per kvadratkilometer. Närmaste större samhälle är Surakarta, 8,2 km nordost om Baki. Trakten runt Baki består till största delen av jordbruksmark.